# Anton Kokorin
Anton Siergiejewicz Kokorin (ros. Антон Сергеевич Кокорин; ur. 5 kwietnia 1987 w Taszkencie) – rosyjski lekkoatleta, sprinter.
W 2016 roku wykryto u Denisa Aleksiejewa, z którym Kokorin biegł w sztafecie środki niedozwolone i w konsekwencji odebrano sztafecie rosyjskiej 4 × 400 brązowy medal.

## Sukcesy
| Rok  | Zawody                          | Miasto    | Miejsce | Konkurencja        | Czas         |
| ---- | ------------------------------- | --------- | ------- | ------------------ | ------------ |
| 2005 | Mistrzostwa Europy Juniorów     | Kowno     |         | Sztafeta 4 × 400 m | 3:07,19 min. |
| 2006 | Mistrzostwa Świata Juniorów     | Pekin     |         | Sztafeta 4 × 400 m | 3:05,13 min. |
| 2007 | Młodziezowe Mistrzostwa Europyw | Debreczyn | 4.      | Bieg na 400 m      | 45,93 s      |
| 2007 | Młodziezowe Mistrzostwa Europyw | Debreczyn |         | Sztafeta 4 × 400 m | 3:02,13 min. |
| 2008 | Igrzyska olimpijskie            | Pekin     | DSQ     | Sztafeta 4 × 400 m | 2:58,06 min. |

Medalista mistrzostw NCAA.

## Rekordy życiowe
- bieg na 400 metrów – 45,52 (2010)
- bieg na 300 metrów (hala) – 33,15 (2009)
- bieg na 400 metrów (hala) – 46,09 (2013)
- bieg na 600 jardów (hala) – 1:09,20 (2010) rekord Rosji

Kokorin, razem z kolegami z reprezentacji jest aktualnym rekordzistą Rosji w sztafecie 4 × 400 metrów (2:58,06 2008).